# Bankon
Bankon (auch Abaw, Abo, Bo und Bon) ist eine Bantusprache und wird von circa 12.000 Menschen in Kamerun gesprochen. 
Sie ist im Département Moungo in der Region Littoral verbreitet. 

## Klassifikation
Bankon ist eine Nordwest-Bantusprache und gehört zur Basaa-Gruppe, die als Guthrie-Zone A40 klassifiziert wird.
Circa 86 % des Wortschatzes weisen Ähnlichkeiten mit dem Wortschatz der Sprache Barombi auf.